# 뉴스 도야마인
뉴스 도야마인(ニュース富山人)은 NHK 종합 텔레비전에서 제작하고 있는 NHK 도야마 방송국에서 방송하고 있는 저녁 로컬 뉴스 프로그램이다. 

## 방송 소개
매일 월요일부터 금요일까지 저녁 6시 10분부터 7시까지 NHK 종합 텔레비전에서 방송되는 뉴스 도야마인(ニュース富山人)은 퇴근시간 도야마현지역의 뉴스와 생활정보를 전달하는 프로그램으로 2010년 3월 29일에 첫방송 되었다.

## 방송 시간
- 월 ~ 금 저녁 6시 10분 ~ 7시